# Гірнича промисловість Гани
Гірнича промисловість Гани — важлива частина промисловості і загалом економіки Гани.

## Загальна характеристика
Основні її підгалузі — видобуток золота, алмазів і бокситів, марганцевої руди. Золотодобувна галузь. Протягом більшої частини ХХ ст. золото було другим в експорті (після какао-бобів). На початку 1990-х років в золотодобувну промисловість були направлені значні інвестиції, експорт золота вийшов на 1-ше місце. У 1996 виробництво золота в Гані перевищило 1,6 млн тройських унцій (36% загальної вартості експорту). Більшу частину ганського золота дають багаті родовища в районі Обоасі, які розробляє компанія «Ashanti Goldfields Corporation», що знаходиться в спільній власності уряду Гани і британської багатонаціональної гірничодобувної корпорації «Лонро». 

## Окремі галузі

### Золотодобувна галузь
На початку XXI ст. за видобутком золота Гана займає 2-ге місце в Африці. Основні продуценти золота (див. табл. 2): Ashanti Goldfields Co. (AGC) – 528 451 унція (2001), Resolute Amansie Ltd – 108 828 унцій (2001), Abosso Goldfields Ltd – 302 563 унцій (2001), Gold Fields Ltd – 504 278 унцій (2001), Bonte Gold Mines Ltd – 65 293 унцій (2001), Bogoso Gold Ltd (BGL), Obenemase Gold Mines Ltd., Prestea Gold Resources (PGR) та інші [Mining Annual Review 2002].
Компанія Гани Ashanti Goldfields експлуатує в Гані 4 золотодобувних підприємства і по одному в Гвінеї, Танзанії і Зімбабве. Видобуток компанією Au за 2001 р. становив 51,01 т у порівнянні з 49,14 т у 2000 р.
На провідному підприємстві Tarkwa в Гані після придбання компанією ПАР Gold Fields суміжних підприємств Damang і Teberebie запаси руди збільшилися до 248,8 т, а ресурси до 622,1 т. У 2002 р. на об'єднаному підприємстві збільшено видобуток Au до 28,0 т/рік [World Gold (Gr. Brit.). - 2002. - 5, № 3. - Р. 5].
У межах золоторудного поясу Бібіані нині (2002 р.) розробляється однойменне родовище і намічається до експлуатації нове золоторудне родовище Чірано.
У 2002 році почав роботу кар'єр на Au-родовищі Богосо (Bogoso), компанія Bogoso Gold Ltd., який буде розробляти окиснені руди родовища. Зруденіння приурочене до потужної регіональної системи крутоспадних зон розсланцювання – т.зв. зони Ашанті. Родов. є одним з численних рудоносних ділянок, локалізованих в рудному полі Престеа. Загальні запаси руди (С1+С2) на кінець 2001 року — 28.5 млн т із вмістом Au 3.14 г/т або загальних запасів золота 89.5 т. В т.ч. окиснені руди - 16.5 млн т руди (46 т золота). Ресурси категорії inferred (P1) становлять 6.7 млн т руди і близько 19 т золота. Окиснені руди будуть розроблятися кар'єром Plant North до 2006 р. з продуктивністю 4-5 млн т руди на рік і отриманням 10-13 т золота. Кінцевими проєктними відмітками кар'єру є: довжина  — 1 км, ширина — 250 м і глибина — 120 м. Первинні руди  будуть розроблятися шахтним способом до 2012-2013 рр. з продуктивністю до 6-7.5 т золота на рік. Після відробляння родовища Богосо в експлуатацію будуть залучені суміжні рудоносні ділянки [African Mining. 2002. V.7, № 4].
Планується розробка Au-родов. Чірано (Chirano), підтверджені запаси якого у 2002 році становлять 12.8 млн т руди із вмістом Au 2.25 г/т, або 28.8 т золота. Запасів досить для відробляння їх кар'єром протягом 6,5 року з отриманням на рік близько 4.4 т золота. Вилучення золота з окиснених руд досягає 95%, а з первинних - 91%, при цьому 35-40% золота планують добувати гравітаційними методами [Mining Journal. 2003. V.340].
Таблиця 2. – Динаміка видобутку золота компаніями Гани, кг.
| Компанії                                                                                        | 1999                          | 2000                           | 2001                     |
| Ashanti Goldfields Co. (AGC) - Obuasi - Ayanfuri - Iduapriem - Bibiani - Asikam - Teberebie/GAG | 23 114 1 381 4 976 8 146 34 - | 19 937 1 132 5 191 8 514 - 839 | 16 437 358 6 380 7 871 - |
| Ashanti загалом                                                                                 | 37 651                        | 35 613                         | 31 047                   |
| Teberebie                                                                                       | 8 578                         | 917                            | -                        |
| Bogoso Gold Ltd (BGL)                                                                           | 4 164                         | 3 380                          | 2 710                    |
| Маломасштабні видобувні підприємства                                                            | 4 069                         | 4 531                          | 5 773                    |
| Dunkwa Continental                                                                              | 1                             | -                              | -                        |
| Bonte Gold Mines Ltd                                                                            | 1 498                         | 2 119                          | 2 031                    |
| Gold Fields Ltd                                                                                 | 7 956                         | 11 271                         | 15 685                   |
| Prestea Sankofa                                                                                 | 357                           | 371                            | 257                      |
| Barnex Prestea                                                                                  | -                             | -                              | -                        |
| Resolute Amansie Ltd                                                                            | 4 173                         | 4 174                          | 3 385                    |
| Abosso Goldfields Ltd                                                                           | 9 446                         | 10 276                         | 9 411                    |
| Midras Mining Ltd                                                                               | -                             | 79                             | -                        |
| Ghana Consolidated Diamond                                                                      | -                             | 11                             | 41                       |
| Prestea Gold Resources (PGR)                                                                    | 894                           | 742                            | 390                      |
| Satellite Goldfields Ltd                                                                        | 2 709                         | 3 039                          | 2 171                    |
| Загалом                                                                                         | 81 496                        | 76 522                         | 72 902                   |

### Алмазодобувна галузь
Видобуток алмазів в Гані в 2002 р. склав 993 тис. кар. (870 тис. в 2001 р.), в грошовому вираженні 20.7 млн дол. (18.5 млн в 2001 р). Динаміка видобутку алмазів на межі ХХ-XXI ст. стабільно позитивна. Алмази експортують г.ч. в Бельгію та Ізраїль. Гана планує постачати сировину для індійської гранильної промисловості [Rapaport TradeWire]. За іншими даними видобуток алмазів у Гані в 2001 р склав 1 169 632,66 карат, що на 33.21% більше, ніж у 2000 р [Mining Annual Review 2002].
На міжнародному алмазному ринку Гана віднесена до категорії «сенситивних» щодо експорту алмазів, тобто країн до яких потрібна підвищена увага (що, зокрема, пояснює великі розбіжності у даних щодо власного алмазного видобутку Гани). Країнам-імпортерам рекомендовано ретельно перевіряти експортні документи на алмази з цих країн і у разі виникнення сумнівів в походженні алмазів затримувати їх для перевірки.
Таблиця 3. – Динаміка видобутку алмазів,
бокситу та марганцю в Гані.
| Корисні копалини                               | 1999    | 2000    | 2001      |
| GCD Diamonds (карат)                           | 207 289 | 191 460 | 196 600   |
| Малі та середні видобувні підприємства (карат) | 476 744 | 686 551 | 973 033   |
| Загальний видобуток алмазів (карат)            | 684 033 | 878 011 | 1 169 633 |
| Боксити (т)                                    | 355 263 | 503 825 | 678 446   |
| Марганець (т)                                  | 611 500 | 895 339 | 813 329   |

## Інші корисні копалини
Крім золота і алмазів, в Гані в незначних обсягах добувають боксити і марганець. Основні добувні запаси бокситів і марганцю зосереджені в Західній області. Місцеве значення має розробка вапняку, що використовується для виробництва цементу. На півночі і заході країни розвідані невеликі поклади залізняку, які через низьку якість не розробляються. Гана відчуває дефіцит родовищ основних металів і викопного палива.